# Ареа Продутива II (Алесандрија)
Ареа Продутива II је насеље у Италији у округу Алесандрија, региону Пијемонт.
Према процени из 2011. у насељу је живело 4 становника. Насеље се налази на надморској висини од 217 м.